# Arthroleptis bioko
Espèce
Statut de conservation UICN

 EN B1ab(iii) : En danger
Arthroleptis bioko est une espèce d'amphibiens de la famille des Arthroleptidae.

## Répartition
Cette espèce est endémique de Guinée équatoriale. Elle se rencontre sur le Pico Basilé dans l'île de Bioko.

## Publication originale
- Blackburn, 2010 : A new squeaker frog (Arthroleptidae: Arthroleptis) from Bioko Island, Equatorial Guinea. Herpetologica, vol. 66, no 3, p. 320-334.